# Bendita calamidad (novela)
Bendita calamidad es una novela de humor y aventura creada por el escritor y locutor de radio español Miguel Mena. Fue publicada en 1994 y, más adelante, adaptada al cine en la película homónima de Gaizka Urresti.

## Trayectoria editorial
La novela fue originalmente publicada dentro de la colección Narrativa Mira (número 28), de la empresa editora Mira Editores, en enero de 1994. Enseguida se agotó esta primera edición y la editorial imprimió una segunda ese mismo año.
Posteriormente fue nuevamente publicada dentro de la colección Alba Joven (número 6), de la empresa editora Alba Editorial, en abril de 1996. Esta misma editorial ha impreso doce ediciones más hasta 2015.
En 1998, el Círculo de Lectores publicó su propia edición de la novela.
Actualmente, está disponible en edición de bolsillo publicada por Pregunta Ediciones.

## Argumento
Bendita calamidad transcurre en Tarazona y su comarca, durante la celebración del Cipotegato y las fiestas de San Atilano de 1992 (en varias páginas especifican que la Catedral de Tarazona lleva diez años en obras, en referencia a la restauración llevada a cabo entre 1982 y 2013).
Anselmo y Ricardo, dos hermanos hosteleros en graves apuros económicos, secuestran por error a don Ramiro, obispo de Tarazona, y emprenden una huida por la comarca moncaína en la que tendrán que convivir con su torpeza como delincuentes y las quejas de su rehén.
Para colmo, Laura, una periodista, investigará este secuestro convencida de que Lacarra, un arquitecto sinvergüenza y chanchullero, está detrás del mismo.
La búsqueda de un tesoro unirá ambas historias.

## Personajes

### Protagonistas
- Anselmo Moreda: Es un hostelero y el mayor de los hermanos secuestradores, y el conductor de los distintos vehículos que utilizan a lo largo de la historia. De carácter conciliador, suele intentar mediar entre su hermano y el obispo. Posteriormente, él y Ricardo se ven obligados a ayudar al obispo en la búsqueda del tesoro de Lamberto Garro.
- Ricardo Moreda: Es un hostelero y el menor de los hermanos secuestradores, y el que arroja la bola que derriba al obispo. De carácter seco, suele discutir con el obispo. Posteriormente, él y Anselmo se ven obligados a ayudar al obispo en la búsqueda del tesoro de Lamberto Garro.
- Don Ramiro: Es el obispo de Tarazona que los hermanos Moreda secuestran accidentalmente al recibir el bolazo de Ricardo. Suele discutir con Ricardo. Más tarde, obliga a sus secuestradores a aliarse con él para encontrar el tesoro de Lamberto Garro, cuyo cadáver encuentra casualmente en un pozo.
- Laura Sobredo: Es la periodista que investiga el secuestro, ayudada por don Isidro. Ella cree firmemente que Lacarra, un arquitecto sinvergüenza al que lleva tiempo investigando infructuosamente por sus negocios ilícitos, es el instigador del rapto. Más adelante, acaba enredada en la búsqueda del tesoro de Lamberto Garro sin saberlo.
- Rafael Rodríguez Lacarra: Se trata del arquitecto sinvergüenza que persigue Laura. Es el encargado de la restauración de la catedral turiasonense, que utiliza como tapadera para vender ilegalmente las reliquias de la misma y buscar el tesoro de Lamberto Garro.

### Principales
- Antonio Oreste: Es un abogado, también en graves apuros económicos, que se asocia con los hermanos Moreda en el desastroso secuestro. Fingiendo ser médico, se lleva al inconsciente Ramiro del ayuntamiento turiasonense. Tras constatar la inviabilidad del secuestro, huye a Roma.
- Don Isidro: Es el jefe de policía en Tarazona. Ayuda a Laura a investigar el secuestro del obispo, por lo que más tarde acaba enredado en la búsqueda del tesoro de Lamberto Garro sin saberlo.
- Carmelo Rodaura: Es un amigo de Lacarra, al que ayuda en la búsqueda del tesoro de Lamberto Garro.
- Esteban: Otro amigo de Lacarra, al que también ayuda en la búsqueda del tesoro de Lamberto Garro.

### Secundarios
- Alcalde de Tarazona: El primer edil de la localidad zaragozana que queda muy preocupado por el estado en que se quedará el Ayuntamiento tras los tomatazos, ya que Ricardo quemó el plástico que lo cubría la noche anterior.
- Pablo Benítez Modrego: Es un empresario del calzado y el objetivo original del desastroso secuestro de los hermanos Moreda y el letrado Oreste. Ricardo le lanzó una bola, camuflada de tomate, que se desvió y le dio al obispo.
- Hombre del pozo de los Aines: Personaje misterioso que formó parte de las amistades de Lacarra hasta que decidió redimirse de sus malos actos y le tiraron a este profundísimo agujero, cerca de Grisel, consagrando su vida al rezo desde entonces. Ricardo tuvo un accidentado encuentro con él.
- Lamberto Garro: Se trata del único personaje real de la historia. Fue un platero que realizó un frontal de plata para el altar mayor de la catedral turiasonense entre 1717 y 1724, año de su desaparición. En la novela se dice que escondió en un lugar oculto la plata que le sobró para su obra, lo que provocó que su ayudante Lacarra le traicionase y le asesinase arrojándolo por un pozo. El obispo, en un intento de zafarse de sus captores, cayó en un pozo, cerca de Trasobares, donde encontró el cadáver del platero, las claves del tesoro escritas en sangre y el nombre del asesino también escrito en sangre.
- Lacarra (antepasado): Se trata del que fuera ayudante de Lamberto Garro y lejano antepasado de Rafael Rodríguez Lacarra. Sabedor del tesoro de su patrón, lo mató arrojándolo por un pozo para buscarlo y quedárselo. Al enfermar de peste, de lo que murió después, dejó escrita una carta para que sus descendientes emprendieran la búsqueda de ese tesoro.

## Espacios

### Tarazona
La capital del Moncayo es el centro de la historia, que acoge varios escenarios:
- Plaza España: Aquí se celebra el Cipotegato todos los años. Ricardo aprovecha el revuelo de tomates para tirar la bola de hierro pintada de rojo que impacta en la cabeza de Don Ramiro.
- Ayuntamiento: Aquí es donde el obispo sufre el impacto de la citada bola y pierde el conocimiento. De allí lo saca el abogado Oreste, haciéndose pasar por médico y con la ayuda del alcalde y otras personas, y se mete con él en una ambulancia aparcada en la calle trasera del edificio, que robó y conduce Anselmo.
- Comisaría de policía: Aquí se conocen Laura y don Isidro, donde la primera le expone sus sospechas al segundo sobre Lacarra y su posible implicación en el secuestro del prelado. Más adelante, los hermanos Moreda acaban aquí accidentalmente en su intento de huida.
- Catedral de Nuestra Señora de la Huerta: Edificio religioso en obras que Lacarra y sus socios utilizan como tapadera para vender ilegalmente las reliquias y buscar el tesoro de Lamberto Garro. Aquí entran Laura y don Isidro para investigar y, más tarde, don Ramiro y los hermanos Moreda para emprender la búsqueda del mencionado tesoro.

### Comarca del Moncayo
Por este territorio emprenden su aventura Anselmo, Ricardo y don Ramiro intentando evitar a las autoridades:
- Pozo de los Aines: Cerca de Grisel, Ricardo tiene aquí su accidentado encuentro con el misterioso hombre que lo habita.
- Sanatorio Antituberculoso de Agramonte: Cerca de San Martín de la Virgen de Moncayo, es uno de los muchos lugares donde los hermanos Moreda y el prelado se refugian. Aquí tienen que convivir con una fiesta nocturna de un grupo de jóvenes.
- Pozo-tumba de Lamberto Garro: Cerca de Trasobares, aquí yace el platero Lamberto Garro, asesinado en 1724 por su ayudante Lacarra al arrojarle aquí y sufrir graves heridas por la caída. Don Ramiro cayó aquí accidentalmente en un intento de zafarse de Anselmo y Ricardo y se encontró con el cadáver de Garro, las claves del tesoro del platero y el nombre del asesino de aquel.